# Nordjyske Jernbaner
Nordjyske Jernbaner (NJ) is een private spoorwegmaatschappij in het noorden van Jutland in Denemarken, in 2001 ontstaan uit een fusie tussen de private spoorwegmaatschappijen Hjørring Privatbaner (HP) en Skagensbanen (SB).
Het bedrijf voert lokale treindiensten uit op de trajecten Hjørring - Hirtshals (Hirtshalsbanen) en Frederikshavn - Skagen (Skagensbanen). Aanvankelijk werden ook goederentreinen tussen Aalborg en Hirtshals en Skagen gereden, maar tegenwoordig is dit niet meer het geval.

## Materieel

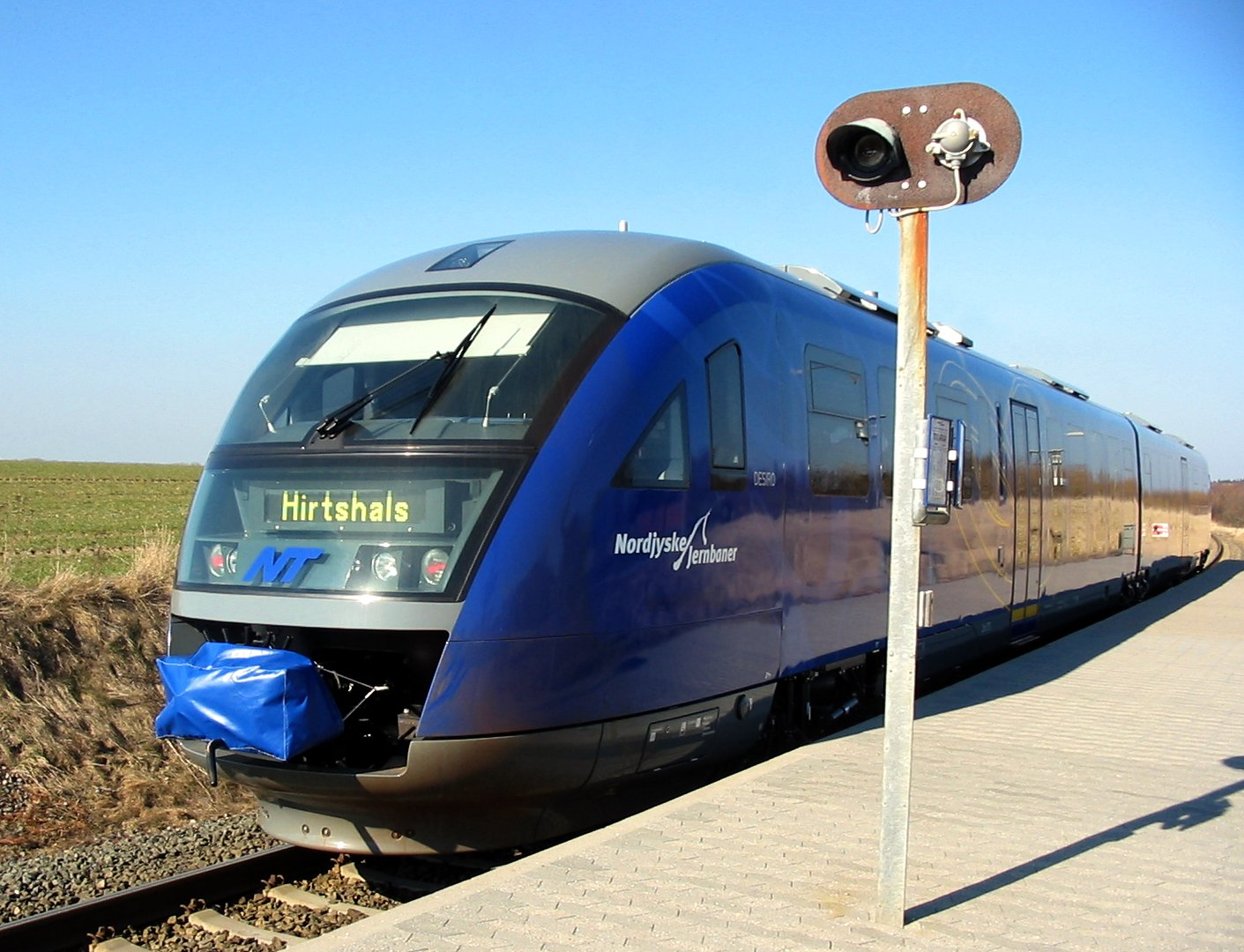
Een NJ Desiro te Herregårdsparken tussen Hjørring en Hirtshals.

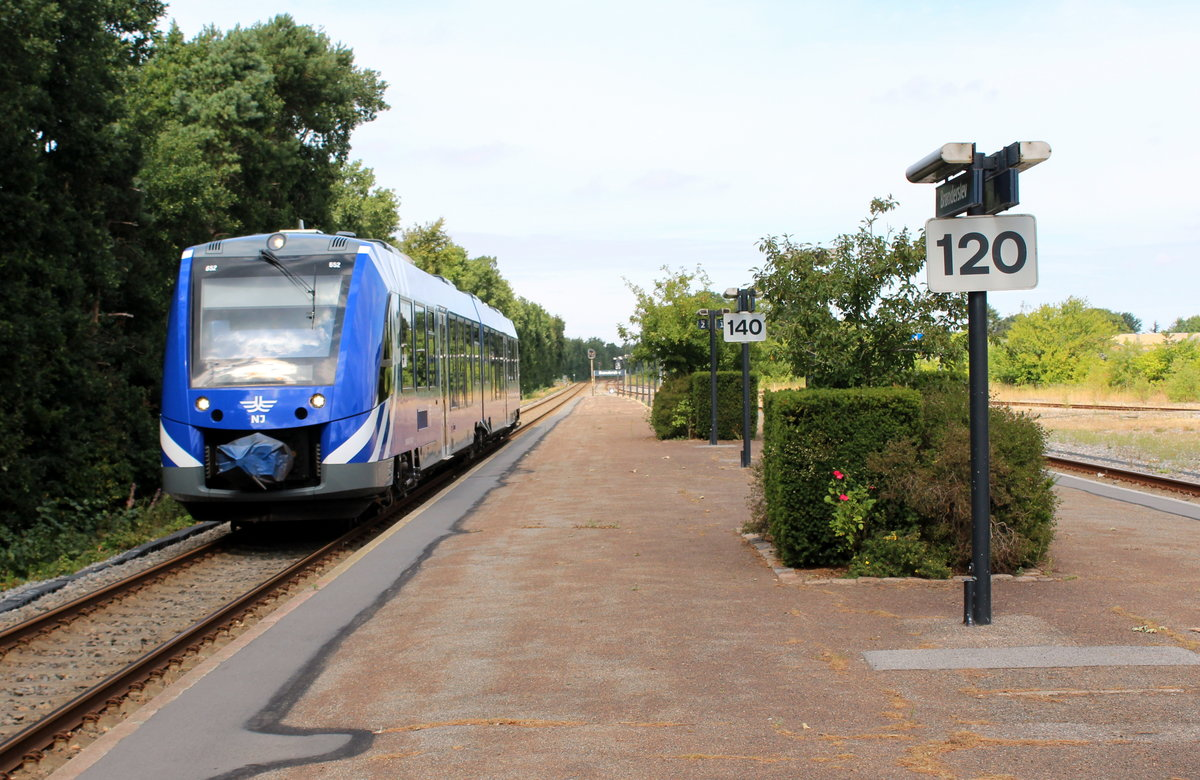
Een NJ Alstom LINT 41 Lm 652-682 als regionale trein van Frederikshavn naar Aalborg te station Brønderslev.

Sinds de fusie beschikte NJ over het gezamenlijke materieelpark van Hjørring Privatbaner en Skagenbanen, bestaande uit oranje Lynette dieseltreinstellen van Hjørring Privatbaner en wit met blauwe Lynette dieseltreinstellen en diesellocomotieven type MX van Skagensbanen.
Het oude Lynette materieel is in 2004 vervangen door nieuwe Desiro dieseltreinstellen in een blauwe kleurstelling. Een aantal Lynette treinstellen werd overgenomen door Hads-Ning Herreders Jernbane en Vestsjællands Lokalbaner.
De diesellocomotieven MX (voorheen van de DSB) hebben de wit met blauwe kleurstelling van Skagensbanen behouden. Ook de in 2002 van de DSB overgenomen diesellocomotief type MY kreeg de wit met blauwe kleurstelling gelijk aan de locomotieven type MX. Met het teruglopen van het goederenverkeer worden de locomotieven veelal verhuurd aan CFL Cargo Danmark of Contec.
In juni 2015 werden 13 treinstellen van het type Alstom Lint 41 besteld voor de regionale treindienst tussen Hobro en Frederikshavn. Deze treindienst wordt in 2017 overgenomen van de Danske Statsbaner (DSB).